# Luxemburgs Grand Prix 1998
Luxemburgs Grand Prix 1998 var det femtonde av 16 lopp ingående i formel 1-VM 1998. Loppet, som kördes i Tyskland, var det andra av två Luxemburgs Grand Prix.

## Rapport
Mika Häkkinen tog här en mycket imponerande seger efter att ha att tagit sig förbi Eddie Irvine och Michael Schumacher. Irvine gick ganska lätt medan Schumacher var svårare.  Häkkinen tog sig dock förbi Schumacher i samband med depåstoppet och vann loppet. Häkkinen ledde nu VM-tabellen före Michael Schumacher med fyra poäng inför det sista loppet.

## Resultat
1. Mika Häkkinen, McLaren-Mercedes, 10 poäng
2. Michael Schumacher, Ferrari, 6
3. David Coulthard, McLaren-Mercedes, 4
4. Eddie Irvine, Ferrari, 3
5. Heinz-Harald Frentzen, Williams-Mecachrome, 2
6. Giancarlo Fisichella, Benetton-Playlife, 1
7. Alexander Wurz, Benetton-Playlife
8. Jacques Villeneuve, Williams-Mecachrome
9. Damon Hill, Jordan-Mugen Honda
10. Jean Alesi, Sauber-Petronas
11. Rubens Barrichello, Stewart-Ford
12. Olivier Panis, Prost-Peugeot
13. Jos Verstappen, Stewart-Ford
14. Mika Salo, Arrows
15. Shinji Nakano, Minardi-Ford
16. Toranosuke Takagi, Tyrrell-Ford

### Förare som bröt loppet
- Esteban Tuero, Minardi-Ford (varv 56, motor)
- Ralf Schumacher, Jordan-Mugen Honda (53, bromsar)
- Johnny Herbert, Sauber-Petronas (37, motor)
- Ricardo Rosset, Tyrrell-Ford (36, motor)
- Jarno Trulli, Prost-Peugeot (6, transmission)
- Pedro Diniz, Arrows (6, hydraulik)

## VM-ställning
| Förarmästerskapet 1. Mika Häkkinen, McLaren-Mercedes, 90 2. Michael Schumacher, Ferrari, 86 3. David Coulthard, McLaren-Mercedes, 52 | Konstruktörsmästerskapet 1. McLaren-Mercedes, 142 2. Ferrari, 127 3. Williams-Mecachrome, 35 |